# St. Vitus (Erbsen)

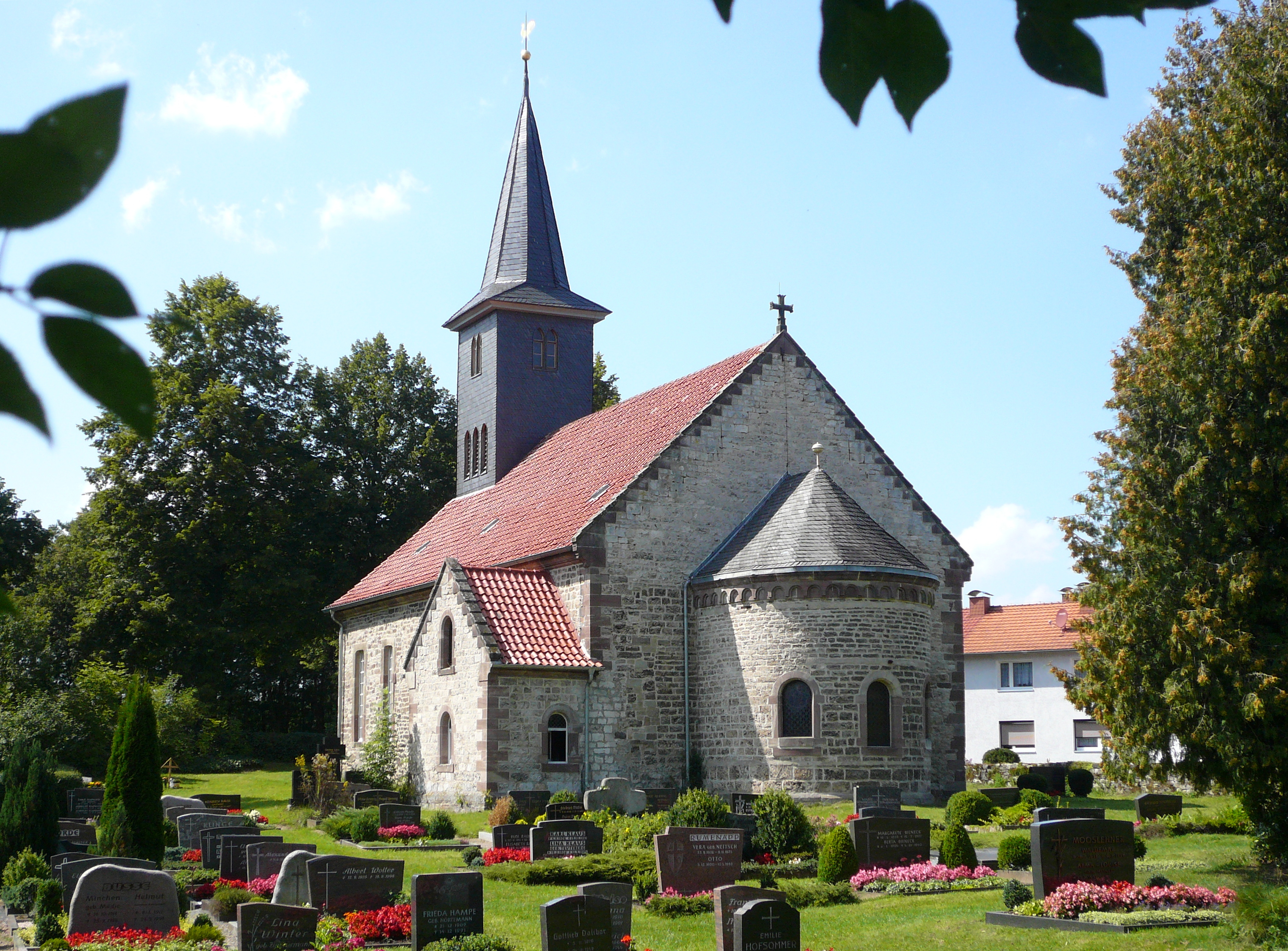
St. Vitus

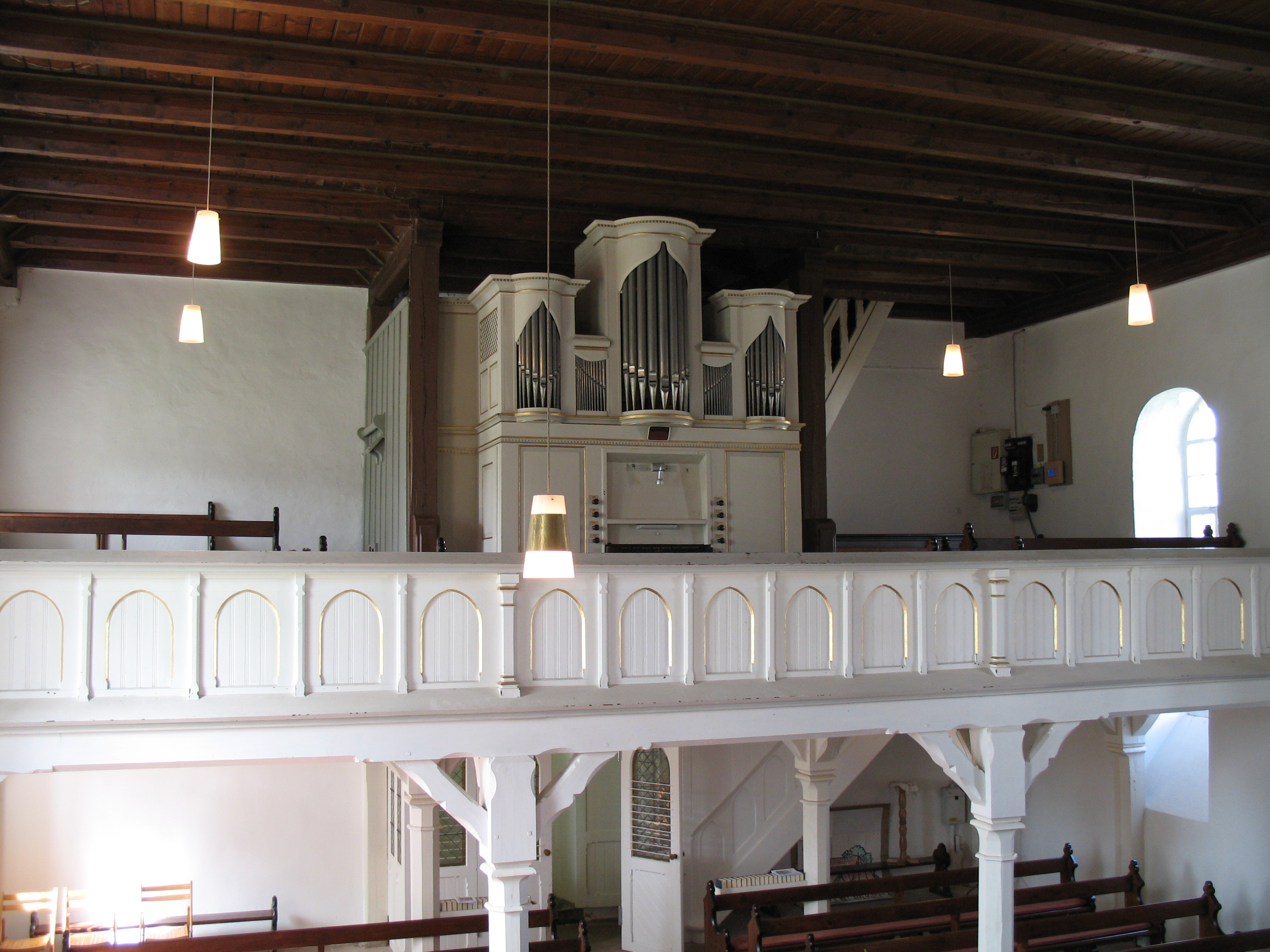
Innenansicht mit Orgel

Die evangelisch-lutherische Kirche St. Vitus steht in Erbsen, einem Ortsteil des Fleckens Adelebsen im Landkreis Göttingen von Niedersachsen. Die Kirchengemeinde gehört zum Kirchenkreis Göttingen im Sprengel Hildesheim-Göttingen der Evangelisch-lutherischen Landeskirche Hannovers.

## Beschreibung
Eine Kirche wird erstmals 1446 genannt. Die im Kern gotische Saalkirche wurde an Stelle eines Vorgängerbaus mit einem Kirchenschiff aus Bruchsteinen errichtet. Sie hat im Osten eine stark eingezogene, neuromanische, halbrunde Apsis aus Natursteinmauerwerk. Die Sakristei wurde im Süden angebaut. Bei der Erneuerung 1669 wurden die Fenster vergrößert und das Kreuzgewölbe durch eine Holzbalkendecke ersetzt. Der schiefergedeckte Dachreiter, der sich aus dem Satteldach des Kirchenschiffs im Westen erhebt, hat einen ins Achteck überführten spitzen Helm. Im Glockenstuhl des Dachreiters hängen zwei Kirchenglocken mit den Schlagtönen es" und f",  die 1924 von Ulrich & Weule gegossen wurden.
Zur Kirchenausstattung gehört ein Blockaltar. Der frühere hölzerne Altar aus dem 19. Jahrhundert wurde 1960 entfernt und später an der Ostwand neben dem Durchbruch zur Apsis angebracht. Die hölzerne Kanzel aus dem 19. Jahrhundert blieb ohne Schalldeckel erhalten.
Die 1824 von Johann Dietrich Kuhlmann gebaute Orgel auf der Empore im Westen hat elf Registern. Auf dem einzigen Manual gibt es die Register: Octave 8′, Gedact 8′, Trompete 8′ Disk, Salicional 8′ Disk, Prinzipal 4′, Flöte 4′, Octave 2′ und Mixtur 3f. Im Pedal gibt es die Register: Subbass 16′, Octavenbass 8′, Trompete 8′, dazu eine Koppel zwischen Manual und Pedal.